# Чемпіонат України з боксу 2004
XIII Чемпіонат України з боксу серед чоловіків — головне змагання боксерів-любителів в Україні, організоване Федерацією боксу України, що відбулося з 15 по 20 листопада 2004 року в Чернігові. Більше 200 спортсменів змагалися за нагороди у 11 вагових категоріях. Цікаво, що у категорії до 48 кг було заявлено лише четверо боксерів, які й отримали усі можливі медалі у своїй вазі.

## Медалісти
| Категорія:                         | Золото:           | Срібло:            | Бронза:        |
| Перша найлегша вага (до 48 кг)     | Віталій Волков    | Ігор Шайнер        | Ігор Яковлев   |
| Найлегша вага (до 51 кг)           | Георгій Чигаєв    | Михайло Сербаєв    | Дмитро Бобошко |
| Легша вага (до 54 кг)              | Сероб Арастумян   | Олег Шайнер        |                |
| Напівлегка вага (до 57 кг)         | Євген Кибалюк     | Володимир Ман      |                |
| Легка вага (до 60 кг)              | Олександр Ключко  | Хайсер Сайдаметов  |                |
| Перша напівсередня вага (до 64 кг) | Сергій Москотов   | Марлен Шефіков     |                |
| Напівсередня вага (до 69 кг)       | Олександр Бокало  | Юрій Смирнов       |                |
| Середня вага (до 75 кг)            | Ісмаїл Сіллах     | Віталій П'ятецький |                |
| Напівважка вага (до 81 кг)         | Андрій Смирнов    | Віталій Бєлашов    |                |
| Важка вага (до 91 кг)              | Віталій Міхеєнко  | Сергій Карпенко    |                |
| Надважка вага (більше 91 кг)       | Роман Капітоненко |                    |                |